# Pentathlon moderno ai III Giochi europei
Le gare di pentathlon moderno ai III Giochi europei sono state disputate a Cracovia dal 25 giugno al 1 luglio 2023. È stata la prima apparizione di questo sport nel programma dei Giochi europei.
Il programma ha previsto cinque gare con il nuovo formato del pentathlon moderno.
Il programma di sette giorni si è svolto nel seguente ordine: qualificazione maschile, qualificazione femminile, semifinale maschile, semifinale femminile, finale maschile, finale femminile e staffetta mista. Il nuovo formato a eliminazione ha consentito la qualificazione di soli 18 atleti per le finali individuali.
Gli eventi sono utilizzati come torneo di qualificazione continentale per i Giochi olimpici estivi di Parigi 2024. Agli otto migliori pentatleti nelle gare individuali maschili e femminili è stato assegnato un posto in quota, con un massimo di un posto in quota per comitato olimpico nazionale e per genere.
I risultati europei sono stati presi in considerazione anche per la classifica mondiale del Pentathlon Moderno dell'UIPM, in base alla quale sono stati assegnati sei posti supplementari per genere per Parigi 2024.

## Partecipanti
| National Nazione | Uomini Individuale | Uomini Squadre | Donne Individuale | Donne Squadre | Misti Staffetta | Totale Individuale |
| ---------------- | ------------------ | -------------- | ----------------- | ------------- | --------------- | ------------------ |
| Austria          | 1                  |                | 1                 |               |                 | 2                  |
| Belgio           |                    |                | 1                 |               |                 | 1                  |
| Bulgaria         | 4                  | X              | 1                 |               | X               | 5                  |
| Rep. Ceca        | 4                  | X              | 3                 | X             | X               | 7                  |
| Estonia          | 1                  |                | 1                 |               | X               | 2                  |
| Finlandia        | 1                  |                | 1                 |               |                 | 2                  |
| Francia          | 4                  | X              | 4                 | X             |                 | 8                  |
| Georgia          | 2                  |                | 1                 |               | X               | 3                  |
| Germania         | 4                  | X              | 4                 | X             | X               | 8                  |
| Gran Bretagna    | 4                  | X              | 4                 | X             | X               | 8                  |
| Grecia           | 1                  |                | 3                 | X             | X               | 4                  |
| Ungheria         | 4                  | X              | 4                 | X             | X               | 8                  |
| Irlanda          |                    |                | 3                 | X             |                 | 3                  |
| Israele          |                    |                | 1                 |               |                 | 1                  |
| Italia           | 4                  | X              | 4                 | X             |                 | 8                  |
| Lettonia         | 1                  |                |                   |               |                 | 1                  |
| Lituania         | 4                  | X              | 4                 | X             |                 | 8                  |
| Moldavia         | 1                  |                |                   |               |                 | 1                  |
| Polonia          | 4                  | X              | 4                 | X             | X               | 8                  |
| Portogallo       | 1                  |                |                   |               |                 | 1                  |
| Spagna           | 3                  | X              | 2                 |               | X               | 5                  |
| Svezia           | 1                  |                | 1                 |               | X               | 2                  |
| Svizzera         | 2                  |                | 4                 | X             | X               | 6                  |
| Turchia          | 4                  | X              | 4                 | X             | X               | 8                  |
| Ucraina          | 4                  | X              | 4                 | X             | X               | 8                  |
| Totale           | 59                 | 12             | 59                | 13            | 14              | 118                |

## Podi
| Specialità                 | Oro                                                        | Argento                                                            | Bronzo                                                |
| Gara individuale maschile  | Giorgio Malan                                              | Joseph Choong                                                      | Csaba Bőhm                                            |
| Gara individuale femminile | Alice Sotero                                               | Laura Heredia                                                      | Olivia Green                                          |
| Gara a squadre maschile    | Gran Bretagna Charlie Brown Joseph Choong Myles Pillage    | Francia Valentin Belaud Valentin Prades Christopher Patte          | Italia Giorgio Malan Roberto Micheli Matteo Cicinelli |
| Gara a squadre femminile   | Germania Annika Zillekens Rebecca Langrehr Janine Kohlmann | Lituania Laura Asadauskaitė Gintarė Venčkauskaitė Ieva Serapinaitė | Ungheria Michelle Gulyás Luca Barta Blanka Guzi       |
| Staffetta mista            | Rep. Ceca Karolína Křenková Martin Vlach                   | Ungheria Kamilla Réti Mihály Koleszár                              | Gran Bretagna Jessica Varley Samuel Curry             |

## Medagliere
| Pos.   | Paese         | Oro | Argento | Bronzo | Totale |
| ------ | ------------- | --- | ------- | ------ | ------ |
| 1      | Italia        | 2   | 0       | 1      | 3      |
| 2      | Gran Bretagna | 1   | 1       | 2      | 4      |
| 3      | Germania      | 1   | 0       | 0      | 1      |
| 3      | Rep. Ceca     | 1   | 0       | 0      | 1      |
| 5      | Ungheria      | 0   | 1       | 2      | 3      |
| 6      | Spagna        | 0   | 1       | 0      | 1      |
| 6      | Lituania      | 0   | 1       | 0      | 1      |
| 6      | Francia       | 0   | 1       | 0      | 1      |
| Totale | Totale        | 5   | 5       | 5      | 15     |